# Kim Possible (film)
Kim Possible è un film per la televisione del 2019 diretto da Adam B. Stein e Zach Lipovsky, scritto da Bob Schooley, Mark McCorkle e Josh A. Cagan ed interpretato da Sadie Stanley e Sean Giambrone.
La pellicola, basata sull'omonima serie animata, è stata trasmessa negli Stati Uniti il 15 febbraio e in Italia l'8 giugno 2019, entrambe su Disney Channel.
È il terzo film basato sulla serie, dopo Viaggio nel tempo e La sfida finale.

## Trama
L'eroina adolescente Kim Possible e il suo migliore amico Ron Stoppable si imbarcano nel loro primo anno di liceo, salvando il mondo dai cattivi. Mentre Kim e Ron sono sempre stati un passo avanti rispetto ai loro avversari, navigare nella gerarchia sociale delle scuole superiori è più difficile rispetto agli eroi d'azione mai immaginati. Con Drakken e Shego in agguato dietro le quinte, Kim deve affidarsi alla sua famiglia e ai suoi amici del Team Possible: Ron, Wade, il genio della tecnologia, Rufus, la talpa senza pelo e Athena, la nuova amica di Kim.

## Personaggi e interpreti
- Kim Possible, interpretata da Sadie Stanley
- Ron Stoppable, interpretato da Sean Giambrone
- Dr. Ann Possible, interpretata da Alyson Hannigan
- Nana Possible, interpretata da Connie Ray
- Dr. Drakken, interpretato da Todd Stashwick
- Shego, interpretata da Taylor Ortega
- Wade, interpretato da Issac Ryan Brown
- Bonnie Rockwaller, interpretata da Erika Tham
- Athena, interpretata da Ciara Wilson
- Steve Barkin, interpretato da Michael P. Northey
- Professor Dementor, interpretato da Patton Oswalt

Inoltre, in un cameo compare anche la doppiatrice originale di Kim nella serie animata Christy Carlson Romano nei panni della cantante Poppy Blu.

## Produzione
Il film è stato annunciato il 7 febbraio 2018, insieme al coinvolgimento dei creatori della serie originale e l'inizio del casting con Blyth Nailling in qualità di direttore del casting. Stanley e Giambrone erano stati annunciati nei ruolo di Kim Possible e Ron Stoppable il 25 aprile 2018 in un video promozionale con Christy Carlson Romano e Will Friedle, i doppiatori originali dei personaggi.
Hannigan, Ray, Stashwick, Ortega, Tham e Wilson si sono uniti al cast il 25 maggio. Le riprese sono iniziate a Vancouver il 4 giugno 2018, con il titolo provvisorio Possibility e sono terminate il 24 luglio dello stesso anno.

## Promozione
Il teaser trailer del film è stato pubblicato il 10 agosto 2018, mentre il trailer ufficiale il 7 dicembre.
In Italia il Trailer ufficiale è stato trasmesso il 29 aprile 2019 su Disney Channel annunciando la data d'uscita per l'8 giugno.

## Distribuzione
Il film è stato trasmesso negli Stati Uniti il 15 febbraio 2019 su Disney Channel. In Italia va in onda l'8 giugno.

## Accoglienza

### Ascolti
Il film è stato seguito da 1,24 milioni di telespettatori con un rating di 0,22 nel target 18-49 anni, risultando il Disney Channel Original Movie meno seguito dell'ultimo decennio.